# Орозов, Карамолдо
Карамолдо Орозов (выступал под псевдонимом Токтомамбет; 17 ноября 1883, Кунгай-Аксуйская волость, Пржевальский уезд, Российская империя (ныне Иссык-Кульская область, Кыргызстан) — 20 декабря
1960, Фрунзе, Киргизская ССР, СССР) — советский киргизский традиционный музыкант и певец, комузист. Народный артист Киргизской ССР (1935).

## Биография
Первоначально учился музыке у своего отца, также музыканта-комузиста. В 8-9 лет стал играть на комузе Примерно с 15-летнего возраста, то есть с 1898 года, начал выступать как комузист с народными киргизскими песнями, получив известность талантливыми наигрышами мелодий «Дарыйкан» и «Калмыцкий танец». В 1916 году участвовал в народном восстании, связанном с призывом царским правительством жителей Средней Азии на фронт Первой мировой войны в качестве строителей окопов, в годы Гражданской войны участвовал в революционном движении на стороне красных. В 1928 году его заметил советский киргизский поэт и политик Касым Тыныстанов, и по просьбе последнего фольклорист А. В. Затаевич записал у Орозова около 250 мелодий для комуза.
В 1932 году переехал во Фрунзе и до 1936 года работал актёром Киргизского театра во Фрунзе, в 1935 году получил звание народного артиста Киргизской ССР. С 1936 года стал солистом оркестра народных инструментов Киргизской филармонии. В 1939 году получил премию Всесоюзного смотра исполнителей на народных инструментах в Москве и вошёл в состав Союза композиторов СССР. В 1940—1941 годах посещал курсы композиторов-мелодистов в Москве. В годы Великой Отечественной войны гастролировал по колхозам и совхозам Средней Азии. С 1958 по 1960 год преподавал во Фрунзенском музыкальном училище, также был депутатом Верховного совета Киргизской ССР 3-го созыва.

## Творчество
Его наиболее известные дореволюционные произведения — кюи «Пастушья свирель», «Душевная рана», «Горести», в которых воспеваются красоты природы и подвиги древности, а также критикуется тяжёлое положение народа при царской власти. Более известными традиционными кюями его авторства являются «Камбаркан», «Кербез», «Ботой». Из наиболее значительных кюев, написанных Орозовым в советское время, — «Колхоз камбаркан», «Равноправие», «Жизнь». По воспоминаниям очевидцев, его исполнение отличалось строгостью и серьёзностью, классическим стилем игры, а характерной чертой было голосоведение при двух- и трёхголосном звучании.

## Награды
- Орден Трудового Красного Знамени
- Орден «Знак Почёта» (1 ноября 1958)
- Орден «Знак Почёта» (7 июня 1939) — за выдающиеся заслуги в деле развития киргизского театрального искусства
- Народный артист Киргизской ССР (1935)
- Почётные грамоты Киргизской ССР

## Память
После его смерти 25 февраля 1961 года его именем был назван Государственный оркестр народных инструментов.
Память о Карамолдо Орозове сохраняется в Кыргызстане до сих пор: так, в статье к 130-летию со дня его рождения он был назван «символом народной музыки».